# Nordökokako
Nordökokako (Callaeas wilsoni) är fågelart i familjen vårtkråkor. Den är endemisk för Nya Zeelands Nordö.

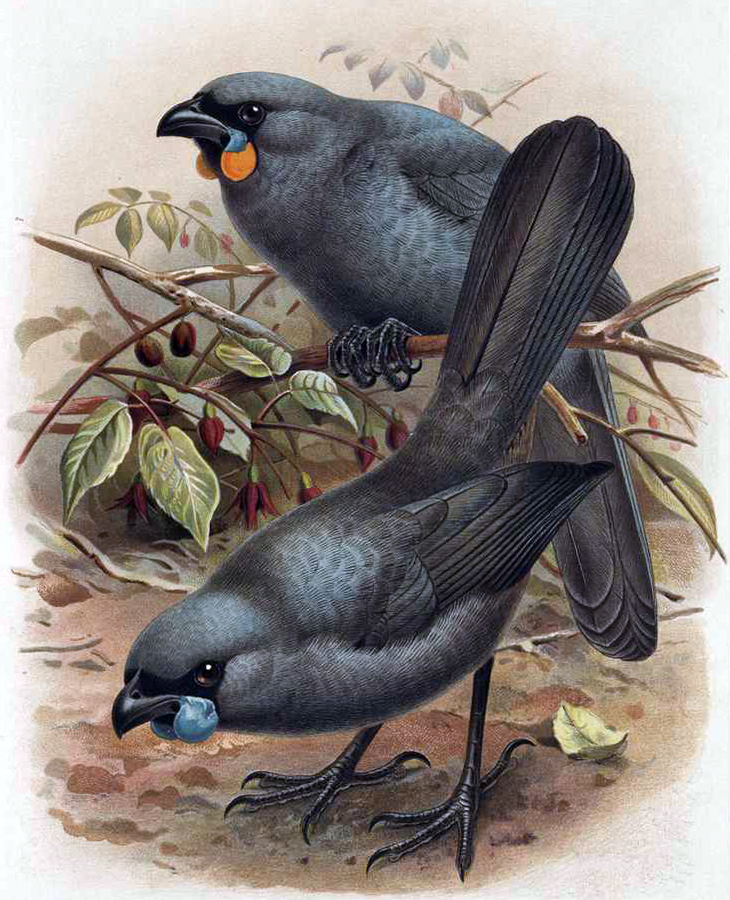
Bild på båda arterna kokaoer ur Birds of New Zealand

## Utseende och läte
Nordökokakon är en medelstor tätting, ungefär lika stor som en tamduva, med ett särpräglat utseende. Benen är påfallande långa och kraftiga och används när fågeln vigt hoppar runt i trädkronorna. Den har ibland liknats vid fågelvärldens ekorre. Nordökokakon använder precis som papegojor också fötterna som redskap när den äter.
De rundade vingarna är ganska korta och klena och fågeln flyger sällan längre än 100 meter. Fjäderdräkten hos den vuxna fågeln är vackert blågrå och under den korta men ganska kraftiga svarta näbben sitter två klarblåa skinnflikar. Könen är identiska till utseendet och både honan och hanen sjunger.
Sången är ett mycket speciellt orgellikt flöjtande som kan höras långväga. Den amerikanske ornitologen och författaren Kenn Kaufman beskriver i sin bok ”Bevingat liv” kokakons sång som den enligt honom vackraste fågelsången i världen.

## Utbredning och systematik
Nordökokakon är en stannfågel med numera mycket begränsad utbredning på Nya Zeelands Nordö. Från att ha varit en ganska vanlig art över stora delar av ön fram till i början av 1900-talet finns den nu bara i några bergsområden med kvarvarande ursprunglig skog samt på en del rovdjursfria öar längs kusten.
Den har även blivit inplanterad på en ö i Fiordland nationalpark utanför Sydön, Secretary Island, där denna art alltså inte tidigare funnits.
Nordökokako tillhör familjen vårtkråkor, en familj tättingar som bara finns i Nya Zeeland och som trots namnet inte är särskilt nära släkt med kråkfåglarna. Utöver de två kokakoerna omfattar familjen också den spetsnäbbade vårtkråkan som även den delats upp i två arter, nordövårtkråka (Philesturnus rufusater) och sydövårtkråka (P. carunculatus). En femte art, huia (Heteralocha acutirostris), dog ut under tidigt 1900-tal.
Fram tills nyligen betraktades nordökokako och sydökokako (C. cinereus) utgöra samma art. Sydökokako anses idag vara troligen utdöd. Den liknande mycket kokakon men hade röda skinnflikar under näbben istället för blåa. Trots att Department of Conservation officiellt har förklarat den som utdöd rapporteras dock fortlöpande möjliga fynd från Sydöns mer avlägsna skogstrakter och på Stewart Island.

## Ekologi

### Biotop och föda
Nordökokakon är beroende av gamla skogar dominerade av träd ur familjen Podocarpaceae, ett slags barrträd med utbredning på södra halvklotet. Denna typ av skog finns fortfarande spridd över större delen av Nya Zeeland även om det mesta av den ursprungliga skogen idag förvandlats till betesmarker och odlingar.
Arten födosöker bland trädens grenverk och lever mest av olika sorters växtföda som löv, bär och ormbunksblad men de äter också en hel del insekter och andra smådjur som de stöter på.

### Häckning
Det täckta boet som placeras minst 5 meter ovan marken i ett träd eller stort buskage byggs av kvistar och grenar och inreds med mossa. Honan lägger 1-3 ägg under den nyzeeländska sommaren mellan november och mars. Runt boet upprätthålls ett flera hektar stort revir som noggrant skyddas från inkräktande artfränder. Honan stannar i boet för att ruva och ta hand om ungarna mycket länge, upp till 50 dagar.

## Kokakon och människan
Kokakon har precis som många andra nyzeeländska fåglar en viktig roll i maorisk mytologi. Enligt myten ska fågeln ha hjälpt människans urfader Maui bekämpa solen genom att bära vatten åt honom i sina kindflikar. Som tack ska sedan kokakon ha begåvats med sina användbara långa ben.

### Status och hot
Nordökokako är en mycket hotad art även om den till skillnad från många andra arter fortfarande har populationer kvar på fastlandet. Tidigare var skövlandet av Nya Zeelands inhemska skogar ett problem och bidragande orsak till att kraftigt reducera dess utbredning på Nordön. Idag har dock i stort sett allt skogsbruk upphört i landets kvarvarande ursprungliga skogar och istället är det införda rovdjur som brunråtta och opossum som är det stora hotet. Honans vana att stanna länge i boet gör henne ofta till ett lätt byte. De stabilaste populationerna finns idag på rovdjursfria öar dit nordökokakon inplanterats av DOC (Department of Conservation). Beståndet växer, från 769 par 2008 till 1500 par 2014 och 2020 över 2000 par. Sedan 2022 kategoriserar internationella naturvårdsunionen IUCN arten som livskraftig.